# Franklin Edwards
Franklin Delano Edwards (ur. 2 lutego 1959 w Nowym Jorku) – amerykański koszykarz, występujący na pozycji rozgrywającego, mistrz NBA z 1983 roku.

## Osiągnięcia
NBA
- Mistrz NBA (1983)[1]
- Wicemistrz NBA (1982)[1]